# Ernst Schäfer (Politiker, 1906)
Ernst Schäfer (* 27. Juni 1906 in Sindelfingen; † 12. Februar 1989) war ein deutscher Gewerkschafter, Betriebsratsvorsitzender und Politiker der SPD.

## Werdegang
Schäfer begann 1920 eine Lehre zum Werkzeugmacher bei der Daimler-Motoren-Gesellschaft in Sindelfingen, bei der er anschließend auch tätig war. 1948 wurde er zum Vorsitzenden des Betriebsrats des Sindelfinger Daimler-Benz-Werks gewählt, 1952 erfolgte seine Wahl zum Gesamtbetriebsratsvorsitzenden der Daimler-Benz-Werke, dieses Amt übte er bis 1971 aus.
1921 wurde Schäfer Gewerkschaftsmitglied. 1949 war er Delegierter beim Gründungskongress des Deutschen Gewerkschaftsbundes. Seit 1951 gehörte er dem Vorstand der IG Metall an.
1923 trat Schäfer in die SPD ein, 1945 beteiligte er sich als Gründungsmitglied am Wiederaufbau des SPD-Ortsvereins Sindelfingen, in dem er bis 1965 den Ortsvorsitz innehatte. 1946 wurde er erstmals in den Gemeinderat gewählt, in den er mehrfach wiedergewählt wurde, viermal erhielt er dabei die meisten Personenstimmen aller Kandidaten. 1948 übernahm er den Fraktionsvorsitz der SPD, den er 22 Jahre lang ausübte. Daneben war er stellvertretender Bürgermeister von Sindelfingen. 1975 schied er aus dem Gemeinderat aus. Daneben war er von 1953 an Mitglied des Kreistags im Landkreis Böblingen.
1950 wurde er in den Landtag von Württemberg-Baden gewählt, dem er bis zur Auflösung zwei Jahre später angehörte. 1956 wurde er über ein Zweitmandat im Wahlkreis Böblingen erstmals in den Landtag von Baden-Württemberg gewählt. Bei den Wahlen 1960 und 1964 gewann er das Direktmandat. 1968 zog er über ein Zweitmandat erneut ins Parlament ein, aus dem er am 8. September 1970 vorzeitig ausschied. Sein Nachrücker war Erwin Lamparter.
Schäfer fand seine letzte Ruhestätte auf dem Sindelfinger Burghaldenfriedhof. 1996 wurde das Ernst-Schäfer-Haus, ein Bürgerzentrum, nach ihm benannt.

## Ehrungen
- 1975: Ehrenbürger der Stadt Sindelfingen
- Ehrenplakette der Stadt Sindelfingen in Gold
- Goldene Gedenkmünze der Daimler-Benz AG